# Шеріданс

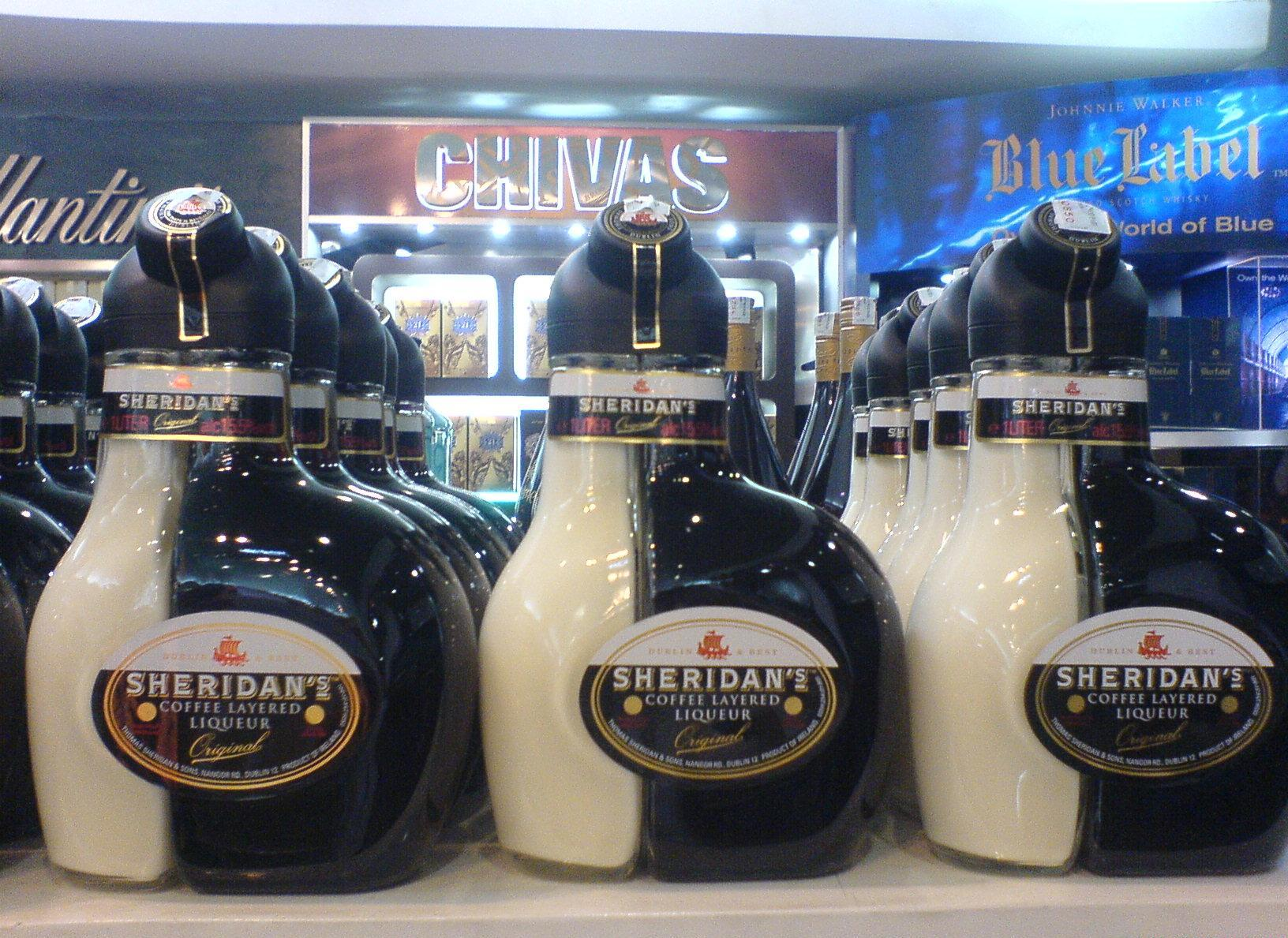

Ше́ріданс (англ. Sheridan's Coffee Layered Liqueur) — двоколірний ірландський лікер на основі віскі в оригінальній двосекційній пляшці, в одній частині якої знаходиться біла ванільно-вершкова складова, в другій — темна кавово-шоколадна. Міцність Шеріданс 18,5 %.
У процесі наливання лікеру його складові частини виливаються з двох отворів в необхідній пропорції (одна вершкова частина на дві кавові), причому кавова частина, як більш важка, часто стає нижньою, в той час як вершкова, легша, опиняється нагорі. Подають охолодженим, з льодом, в чистому вигляді чи у складі коктейлів. Існує також ягідний Шеріданс.
Використовується як сам по собі, так і в різних коктейлях. Випускається в Дубліні алкогольною компанією Thomas Sheridan & Sons, оригінальний дизайн пляшки і системи горлечка — PA Consulting Group. Як і споріднений йому лікер Бейліз, Шеріданс теж виробляється в Дубліні, але на відміну від нього, цей лікер мав миттєвий успіх, з'явившись на ринку вершкових лікерів на початку 1994.